# Sekundärmigration
Als Sekundärmigration wird in der Migrationsforschung der Fall bezeichnet, in dem Auswanderer nach der Auswanderung in einen anderen Ort oder Staat weiterziehen. Der erste Migrationsvorgang wird entsprechend als Primärmigration bezeichnet.

## Formen
Die Sekundärmigration kann innerhalb eines Landes als Binnenwanderung oder grenzüberschreitend als internationale Wanderung erfolgen.

## Politisches Schlagwort
In der politischen Diskussion wird insbesondere der Fall thematisiert, dass Flüchtlinge aus Sicheren Drittstaaten in ein weiteres Zielland einreisen, um dort Asyl zu beantragen. Dieser Sachverhalt wird im Englischen informell und mit negativer Konnotation auch als asylum shopping bezeichnet. In der Deutschen Sprache wird davon abgeleitet Asyl-Shopping, auch in der Schreibweise Asylshopping auch Asyltourismus als ein politisches Schlagwort verwendet, um kritisch die Auswahl eines bestimmten Staates durch Asylbewerber zu bezeichnen, welcher bessere Asylbedingungen oder höhere Sozialleistungen bietet. Jakob Biazza kritisierte in der Süddeutschen Zeitung, dass der Begriff Asyltourismus „die Flucht vor Gewalt, Krieg, Folter, Verfolgung, Hunger oder Armut zur Quasi-Urlaubsreise“ umdeute. Die Schriftstellerin Dagmar Leupold nannte die Verwendung solcher Begriffe in der ZEIT „infame Rhetorik“ und sprach von der „verrohten Sprache“ der „Hetzparolenindustrie“.

## Allgemeines
Das Push-Pull-Modell der Migration geht davon aus, dass die Motivation für eine Migration zum einen aus Push-Faktoren (auch Migrationsdruck) besteht. Dies sind die Gründe für eine Auswanderung. Zum anderen bestehen Pull-Faktoren, also Gründe, für die Einwanderung in ein bestimmtes Land. Aus finanziellen, räumlichen, rechtlichen oder praktischen Gründen ist es Einwanderern aber vielfach verwehrt, sich dort niederzulassen, wo die stärksten Pull-Faktoren bestehen. In diesen Fällen kommt es teilweise zu einer Primärmigration in ein Land mit niedrigeren Hürden für die Einwanderung und danach zu einer Sekundärmigration in das Wunschland.

## Historische Beispiele
Historische Beispiele für Primär- und anschließende Sekundärmigration sind:
- Die Hugenottische Diaspora entstand zunächst in den protestantischen Länder Europas. Eine sekundäre Wanderung führte in das niederländische Südafrika, in die USA (Boston, New York und Charleston), in das französische Kanada und nach Russland.
- Im 19. Jahrhundert kam es zu einer Auswanderung der Ruhrpolen in die Industriegebiete an Ruhr und Rhein. Diese Migration war dadurch erleichtert, dass es sich rechtlich um eine Binnenmigration handelte, da sowohl Aus- als auch Einwanderungsgebiet Teil des Königreichs Preußen waren. Mit dem Ende des Ersten Weltkriegs änderte sich die wirtschaftliche und politische Lage. Nun war Polen als eigener Staat entstanden und die Wirtschaftslage in Deutschland schlecht. In der Folge kam es im Laufe der 1920er Jahre einerseits zu einer Rückwanderung eines Teils der Ruhrpolen nach Polen und zu einer Sekundärmigration in die nordfranzösischen Kohlereviere von Lille und Lens.[9]

## Asylpolitik der EU
Die englische Phrase asylum shopping wird meistens im Zusammenhang mit der uneinheitlichen Asylpolitik der Europäischen Union und dem Schengenraum verwendet, aber auch vom kanadischen Bundesgerichtshof benutzt. Der Begriff „Asyltourismus“ findet sich seit 1978 in Debattenprotokollen des Deutschen Bundestages, wo er von Vertretern verschiedener Parteien verwendet wurde.
Laut dem Eurodac-Bericht 2016 beantragten 30 % der 1.018.074 Asylbewerber in einem Staat der Europäischen Union Asyl, nachdem sie zuvor bereits Asyl in einem anderen Mitgliedsstaat beantragt hatten. Die bevorzugten Staaten waren Deutschland (48 %) gefolgt von Frankreich (12 %) und Italien (8 %).
Die Polizeiliche und justizielle Zusammenarbeit in Strafsachen (PJZS) soll „Asyl-Shopping“ und den wiederholten Transfer von Asylbewerbern zwischen Staaten verhindern. Um einen Missbrauch zu vermeiden, sieht das Dubliner Übereinkommen vor, dass ein Asylbewerber seinen Asylantrag in dem Land der EU stellen muss, das er zuerst betritt. Asylbewerber sollen in jene Länder zurückgebracht werden, wo sie zum ersten Mal in der Europäischen Union registriert und Fingerabdrücke abgenommen wurden. Das Fingerabdruck-Identifizierungssystem EURODAC wird verwendet, um falsche oder mehrfache Asylanträge zu verhindern.
Die Entscheidung des EU-Landes über den Asylantrag, in dem die Registrierung stattfand, gilt dann auch für die restlichen Staaten der Europäischen Union. Manche Asylsuchenden widersetzen sich der Registrierung und der Abnahme von Fingerabdrücken in jenen Ländern, die als weniger asylbewerberfreundlich gelten.